# Oleksiy Kouleba
Ne doit pas être confondu avec Dmytro Kouleba.

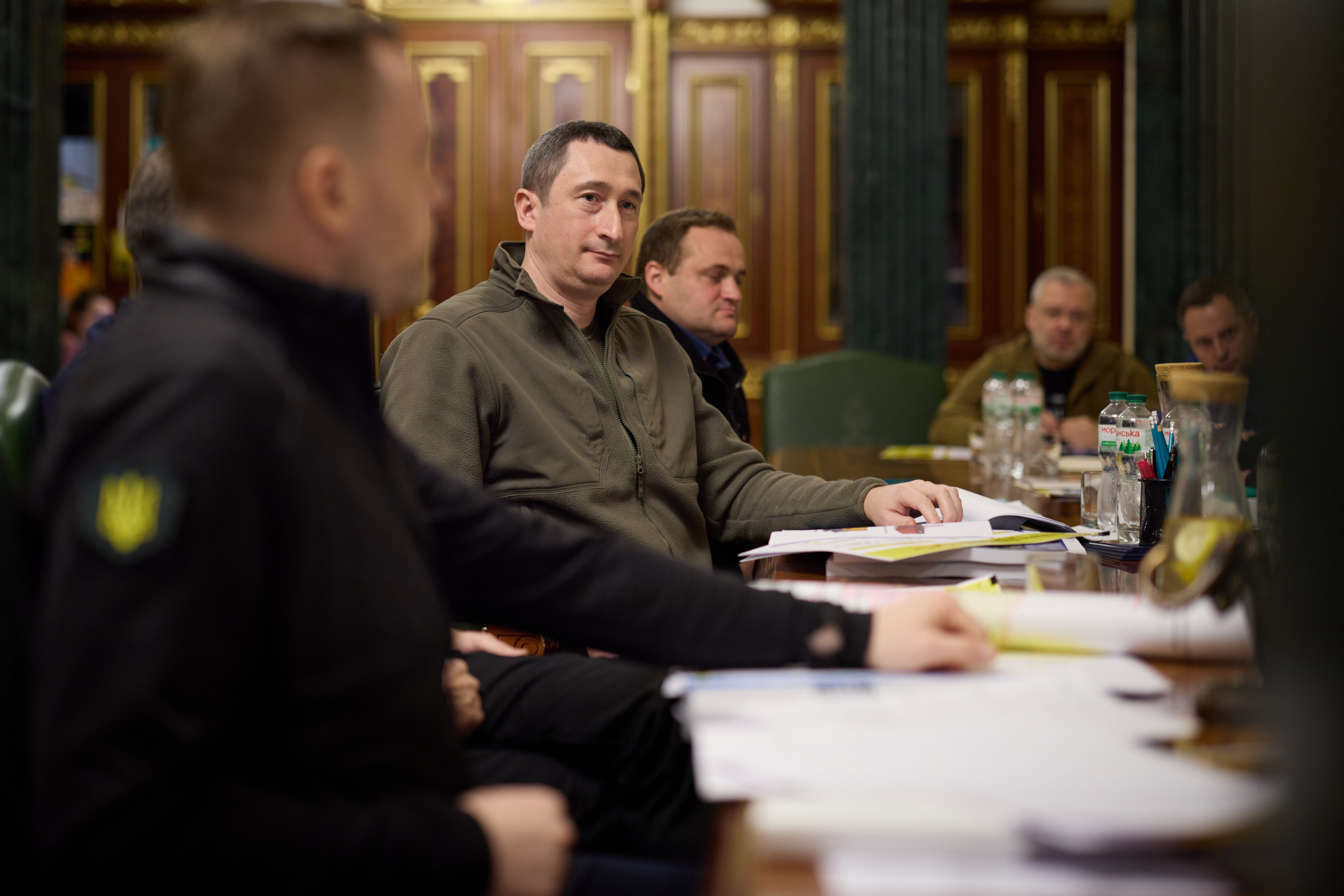
Oleskiy Kouleba siégeant à une réunion stratégique. il est visible derrière Volodymyr Zelensky

Oleksiy Kouleba (en ukrainien : Олексій Володимирович Кулеба), né le 8 août 1983 dans la ville de Kiev, est un homme politique ukrainien.

## Biographie
Il est nommé gouverneur de l'oblast de Kiev par le président Volodymyr Zelensky, du 8 février au 15 mars 2022.
Il devient ensuite gouverneur adjoint, du 16 mars au 21 mai 2022, pendant l'Invasion de l'Ukraine par la Russie en 2022 lorsque le gouverneur est Oleksandr Pavliouk. Puis, il est à nouveau nommé gouverneur le 21 mai 2022.
Le 24 janvier 2023, il démissionne de son poste de gouverneur de l'oblast. Il est nommé le même jour, Chef adjoint du Bureau du Président de l'Ukraine par l'oukase présidentiel no 43/2023.